# Замкнутість фітоценозу
Замкнутість фітоценозу (англ. Closure of phytocenosis) — вибірковість «елементів», що поглинаються і утримуються фітоценозом (як елементів живлення, так і видів-складових фітоценозу) і «замикання» цих елементів або за допомогою кругообігу речовин в екосистемі або відновленням; одна з можливих складових стійкості фітоценозу. Замкнутість фітоценозу має два якісно різних аспекти: матеріально-енергетичний (круговорот і акумуляція в фітоценозі елементів живлення і поглинання, пов'язане з акумуляцією світлової енергії) і еколого-ценотичний (створення такого фітоценотичного режиму, який допускає зростання лише певного набору видів і лімітує їх розмноження).
Як фактори виникнення замкнутості фітоценозу виступають ценотичні фактори (див. взаємини в фітоценозі), фактори місцеперебування (діючі прямо або через ценотичні відносини) і іноді зоогенний і антропогенний вплив (наприклад, регулярні сінокосіння роблять луки замкнутими для дерев і чагарників). Замкнутість фітоценозів завжди вища у сталих спільнот; особливо низьку замкнутість фітоценозів мають агрофітоценози, що служить передумовою їх засмічення. Підвищення замкнутості агрофітоценозів (особливо посівів багаторічних трав) — одне із актуальних завдань агрофітоценології.
Мірою замкнутості фітоценозу може служити запропонований Ю. А. Злобіним фітоценотичний бар'єр — показник, що визначається па основі перевірки нульової гіпотези про те, що в структурі угруповання беруть участь види з константністю 50% і більше.